# Histoire de l'Irlande (pays)
Cet article concerne l'État d'Irlande indépendant. Pour l'île d'Irlande, voir Histoire de l'Irlande. Pour l'Irlande du Nord, voir Histoire de l'Irlande du Nord.

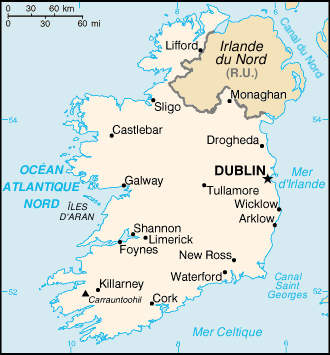
Irlande 2024

L'histoire de l'Irlande en tant qu'État indépendant commence en 1916 avec l'insurrection de Pâques.
En 2024, le pays, sur un territoire de 70 273 km2, abrite environ 5,3 millions d'Irlandaises et Irlandais.
La population était de 3 millions vers 1936 et 1946, de 4 vers 2002 : l'île en comptait 4 en 1871 et 6,5 en 1841 (avant la grande famine irlandaise).
La diaspora irlandaise atteindrait 100 millions, dont 40 aux États-Unis, 7 en Australie, 6 au Royaume-Uni, 4,4 au Canada, 1 en Argentine...

## Contexte
L'île d'Irlande est conquise par le royaume d'Angleterre à la fin du XIIe siècle. Après des révoltes successives qui s'avèrent toutes être des échecs, le Premier ministre britannique William Pitt le Jeune fait voter l'Acte d'Union en 1800 qui intègre l'Irlande dans le Royaume-Uni de Grande-Bretagne et d'Irlande.
Au début du XXe siècle, la question de l'indépendance commence à prendre de l'ampleur. La majorité des Irlandais, derrière Charles Stewart Parnell, réclament le Home Rule, un statut d'autonomie ; certains, dont le Sinn Féin, fondé en 1905 par Arthur Griffith, demandent même l'indépendance totale. Cependant, la minorité protestante d'Ulster parvient à retarder le vote du Home Rule jusqu'en mai 1914, puis, avec la Première Guerre mondiale, le projet est abandonné. À la même époque, le Sinn Féin se dote d'une milice, les Irish Volunteers (« Volontaires irlandais »).
L'Irlande est connue car la culture et la musique Irlandaises sont également des raisons incontournables de visiter ce pays. 

## Guerre d'indépendance, partition et guerre civile

### Guerre d'indépendance et partition

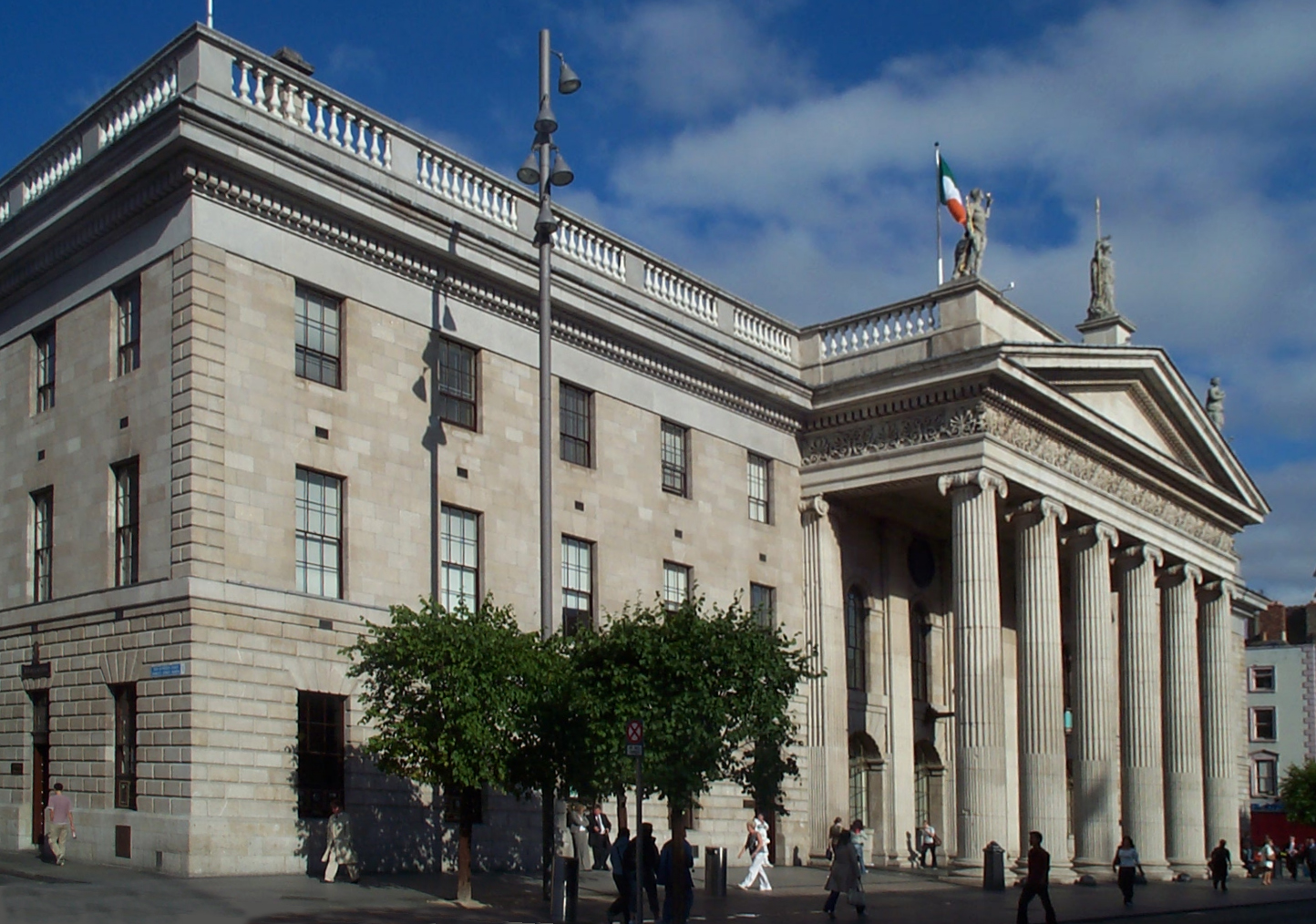
Le General Post Office de Dublin, théâtre de l'insurrection de Pâques 1916.

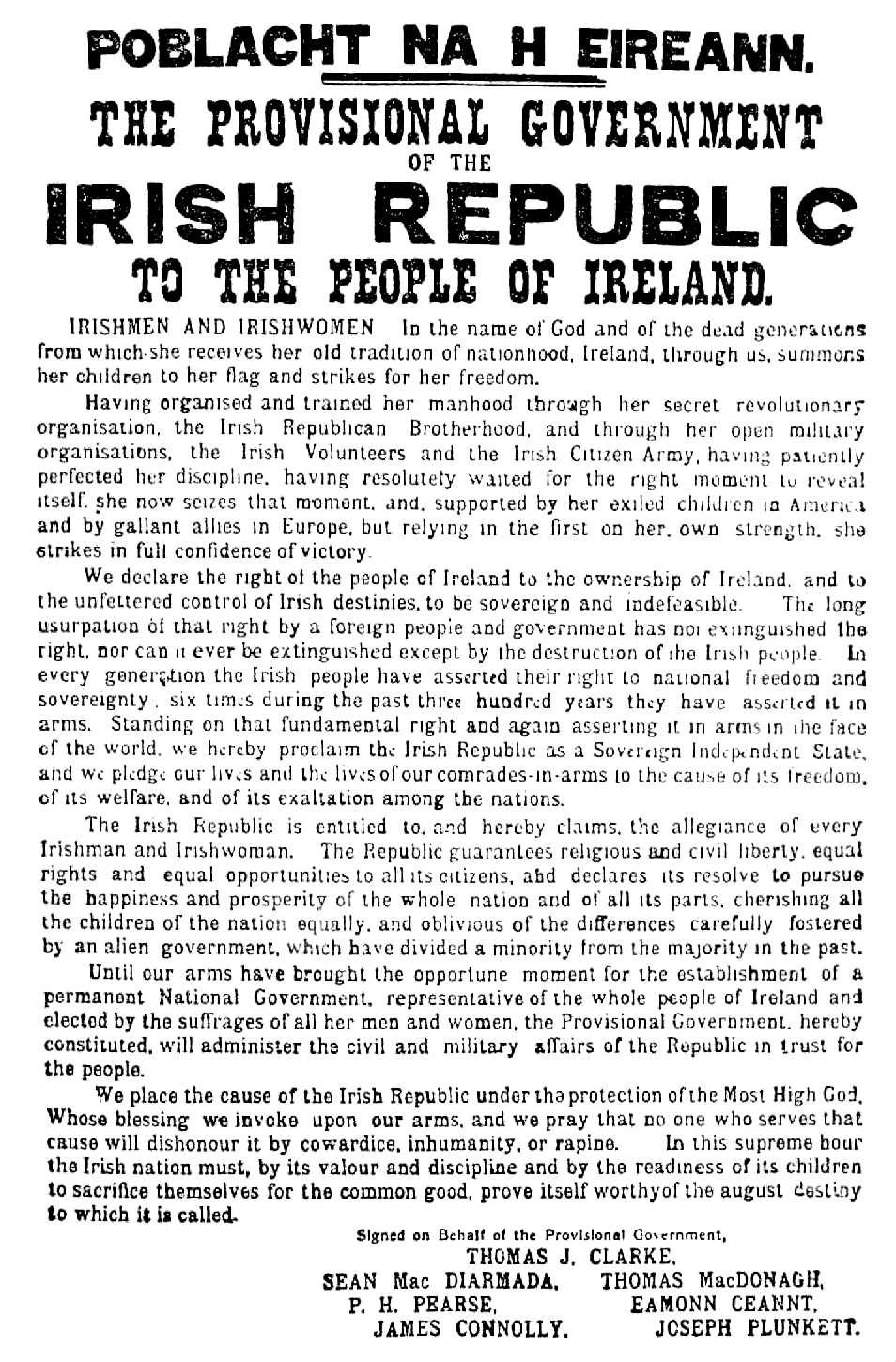
Texte de la proclamation de la République irlandaise de 1916.

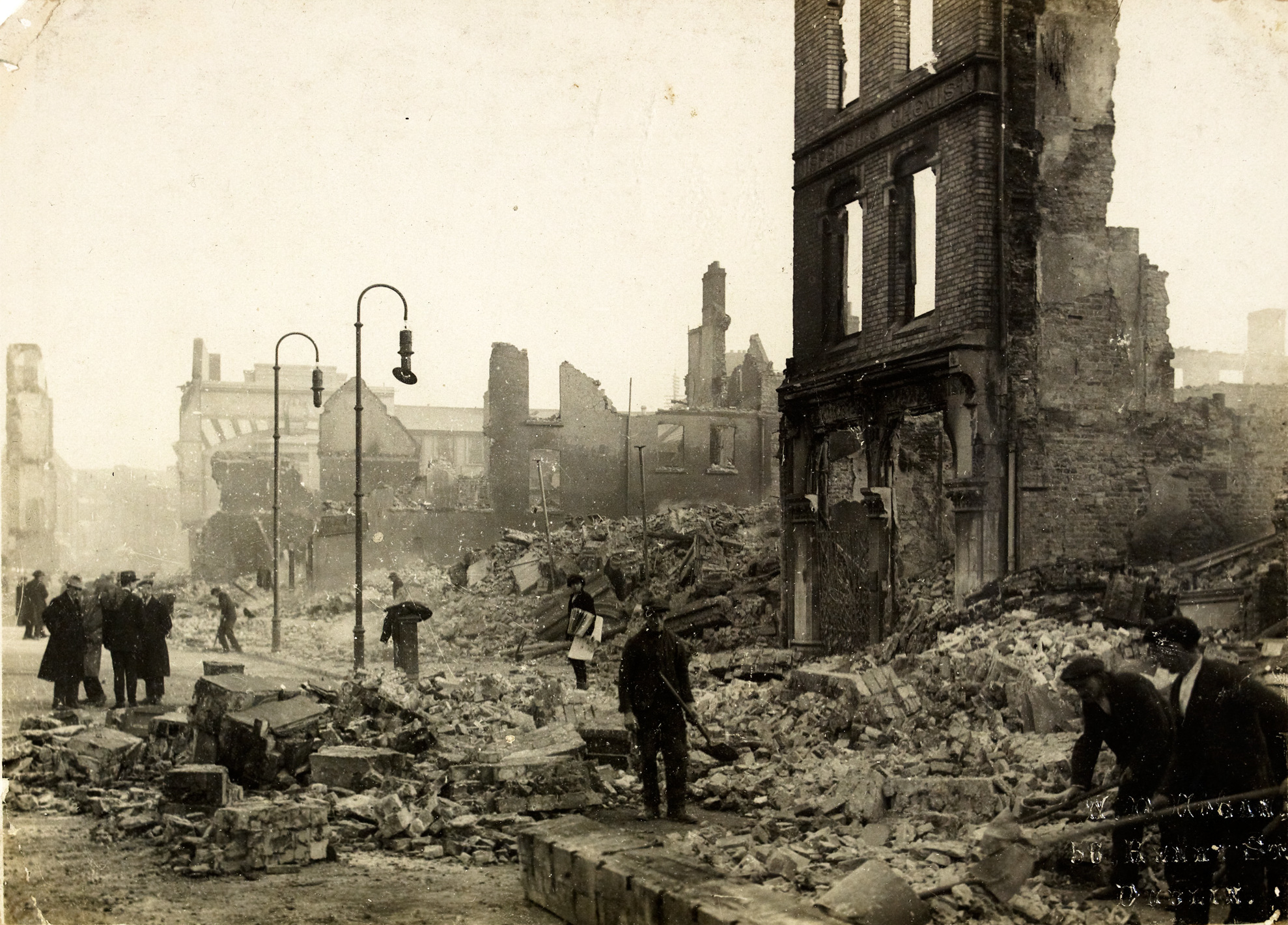
Cork le 14 décembre 1920, en pleine guerre d'indépendance irlandaise.

En 1916, tentant de profiter de la guerre pour contraindre les Britanniques à revoir le statut de l'Irlande, les nationalistes irlandais organisent la révolte de Pâques, envahissent le General Post Office de Dublin et proclament la République irlandaise indépendante,. La révolte est écrasée par les Britanniques, qui exécutent la plupart des leaders nationalistes, à l'exception de Eoin Mac Néill, Éamon de Valera et William Cosgrave, qui voient leur peine de mort commuée en prison à vie avant d'être amnistiés en 1917. La répression sanglante du gouvernement britannique choque l'opinion publique irlandaise.
Aux élections de 1918, le Sinn Féin obtient 73 des 105 sièges à pourvoir. En revanche, les unionistes obtiennent la majorité en Ulster en obtenant les 23 sièges (auxquels il faut rajouter 3 sièges gagnés dans le reste de l'Irlande). Les députés nationalistes refusent de siéger au Parlement britannique et constituent le Dáil Éireann, parlement irlandais,. L'assemblée proclame l'indépendance de la République irlandaise et élit De Valera président de la République,. Les Volontaires irlandais se transforment en Armée républicaine irlandaise (Irish Republican Army, IRA) qui entre en guerre contre les forces armées britanniques, qui causera de lourdes pertes dans les deux camps,.
Le gouvernement britannique tente d'abord la répression, en organisant dès 1920 des corps spécialités, les Black and Tans, dont les actions entraînent en réponse des actions terroristes de la part de l'IRA. Puis le Premier ministre David Lloyd George change de politique : confronté aux condamnations internationales de la guerre, il se résout à mettre en œuvre le Home Rule : le Parlement britannique vote le Government of Ireland Act qui organise la partition de l'Irlande en deux régions dotées d'un parlement et d'une large autonomie : l'Irlande du Nord, composé des six comtés à dominante protestante et l'Irlande du Sud composé des vingt-six comtés à dominante catholique,,. La partition devient effective en mai 1921. Les nationalistes, réclamant l'indépendance, ne sont pas satisfaits du statut d'autonomie : Lloyd George entreprend des négociations avec les Irlandais, et, le 6 décembre 1921, le traité anglo-irlandais est signé à Londres et crée l'État libre d'Irlande, un dominion de la Couronne britannique membre du Commonwealth,. Le traité est ratifié par le Dáil Éireann en janvier 1922,.

### Guerre civile

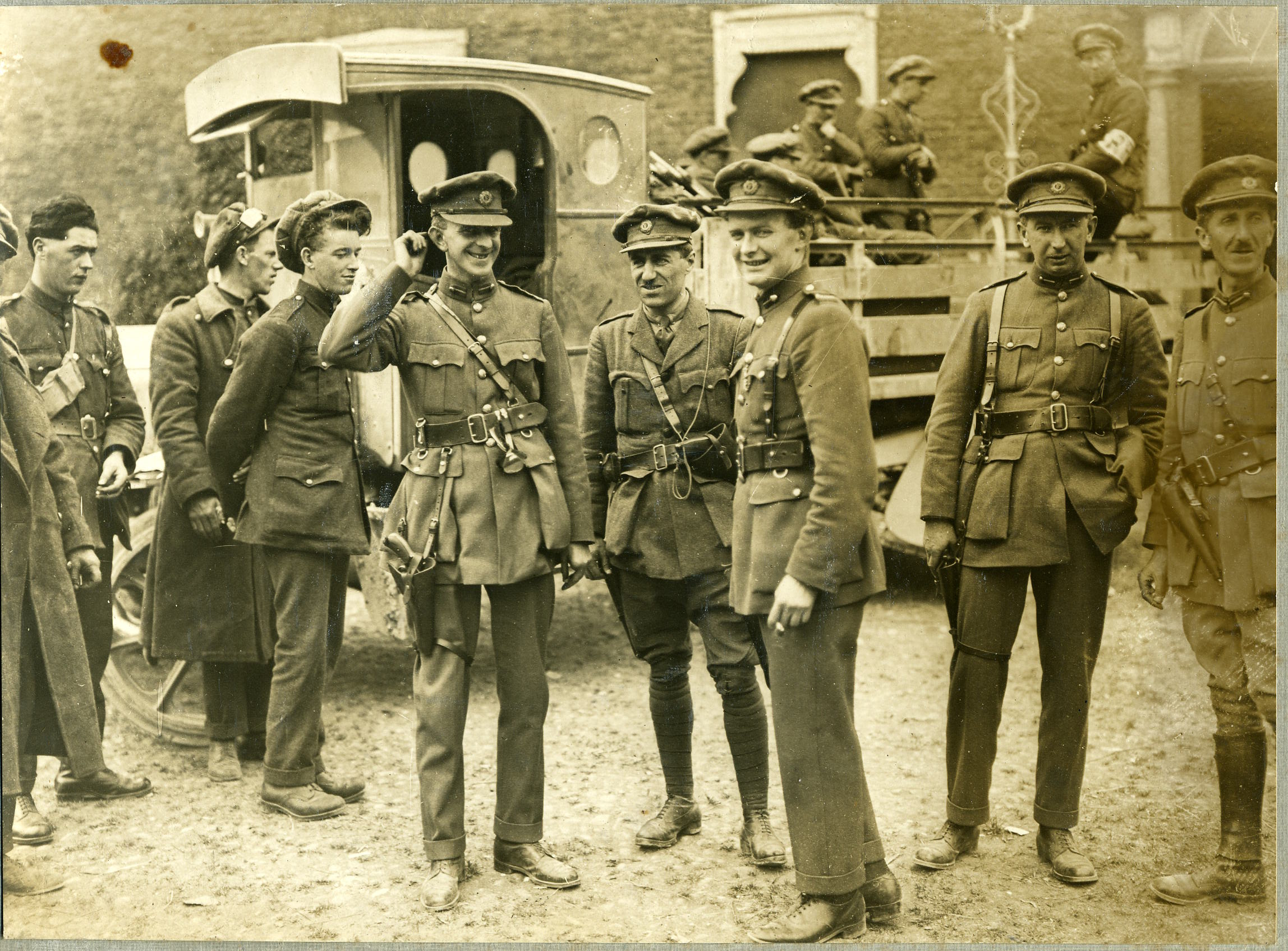
Soldats irlandais durant la guerre civile irlandaise.

Considérant la ratification du traité anglo-irlandais comme une trahison, Éamon de Valera démissionne prend la tête de l'opposition « républicaine », appuyé par une fraction importante du Sinn Féin et de l'IRA,. Le jeune État se retrouve divisé entre le gouvernement provisoire, dirigé par Michael Collins et soutenu notamment par Arthur Griffith (élu président en remplacement de De Valera) et par le clergé catholique, et les plus anciens membres du Sinn Féin refusant la partition de l'Irlande.
Aux élections de juin 1922, les pro-traité obtiennent la majorité avec 58 sièges contre 38 aux républicains. La guerre civile irlandaise éclate. L'IRA, républicaine, multiplie les attentats ; peu après la mort de Griffith, Michael Collins est assassiné le 22 août. Le Dáil Éireann élit William T. Cosgrave président pour succéder à Griffith. Il rédige la Constitution de l'État libre d'Irlande (en). L'État libre est officiellement créé le 6 décembre 1922, après que l'Irish Free State Constitution Act a reçu sa sanction royale.
L'Irlande du Nord, cependant, dispose d'un droit de retrait du nouvel État. Il est prévu que, si elle décide de rejoindre l'État libre, le Parlement d'Irlande du Nord serait maintenu, en tant qu'assemblée avec un pouvoir dévolu par Dublin ; sinon, l'Irlande du Nord restera au sein du Royaume-Uni selon le statut qu'elle possédait avant la création de l'État libre. Le lendemain de la création de l'État libre d'Irlande, le 7 décembre 1922, l'Irlande du Nord exerce son droit de retrait et quitte l'État libre d'Irlande,.
Le gouvernement irlandais met en place la répression des opposants républicains. Cosgrave et Kevin O'Higgins, vice-président et ministre de la Justice, font appel aux cours martiales, voire recourent aux exécutions sans jugement. En 1923, De Valera appelle au calme. L'Armée nationale irlandaise prend de l'ampleur tandis que le soutien à l'IRA anti-traité reste limité. La guerre prend fin en mai 1923.
Le 10 septembre 1923, l'État libre d'Irlande rejoint la Société des Nations,.

## De l'État libre à la République

### L'État libre sous Cosgrave

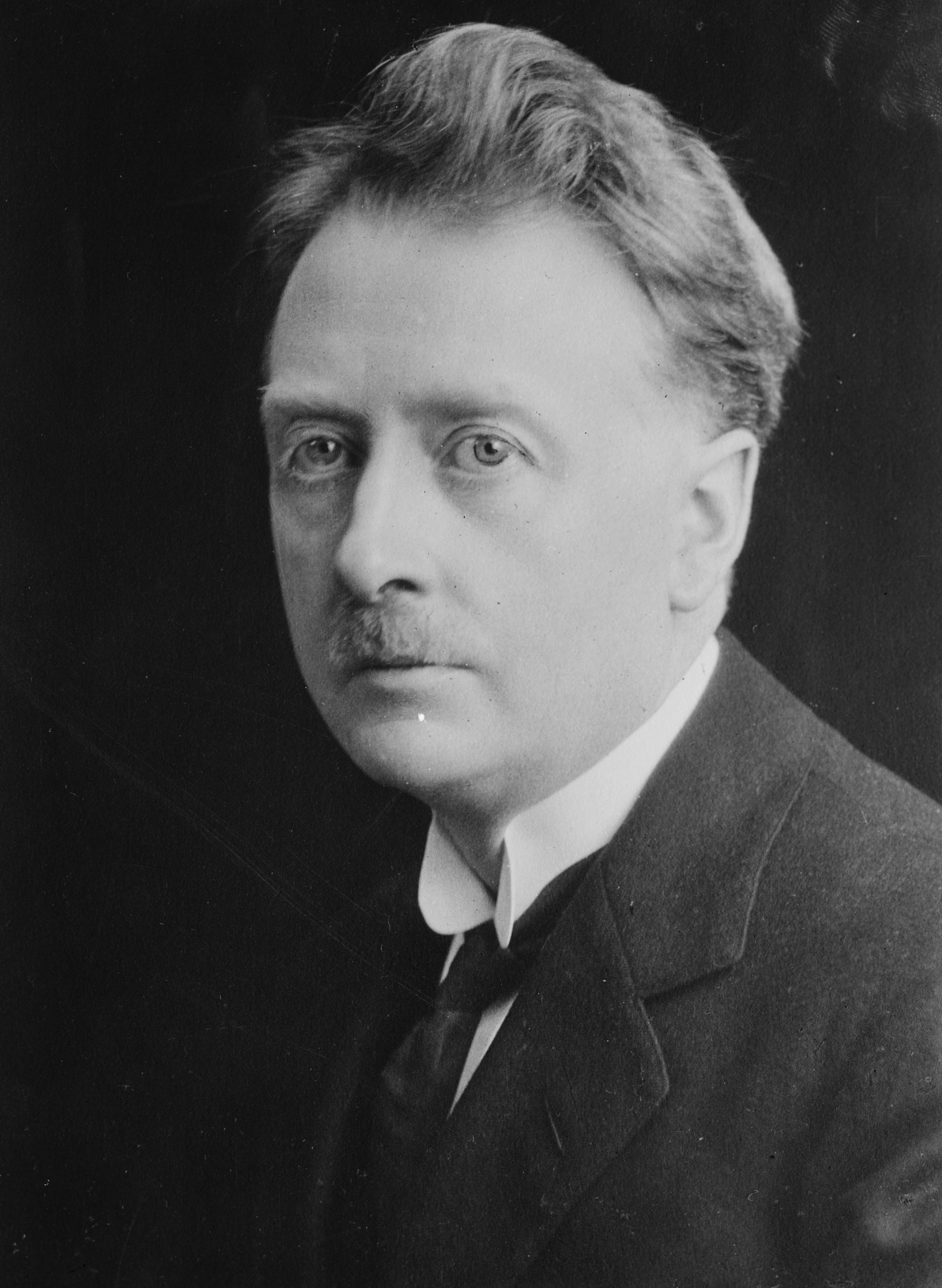
William T. Cosgrave dirige le pays de 1922 à 1932.

William Cosgrave adopte une politique conciliante avec le Royaume-Uni, ce qui permet à l'économie irlandaise de connaître une période de prospérité dans le secteur agricole. Cependant, cette politique, outre le fait qu'elle profite plus aux grands propriétaires qu'aux paysans, est frappée par la Grande Dépression à partir de 1929.
Éamon de Valera fonde le Fianna Fáil avec les républicains en 1926 et parvient à se faire élire député l'année suivante,.

### L'État libre sous de Valera

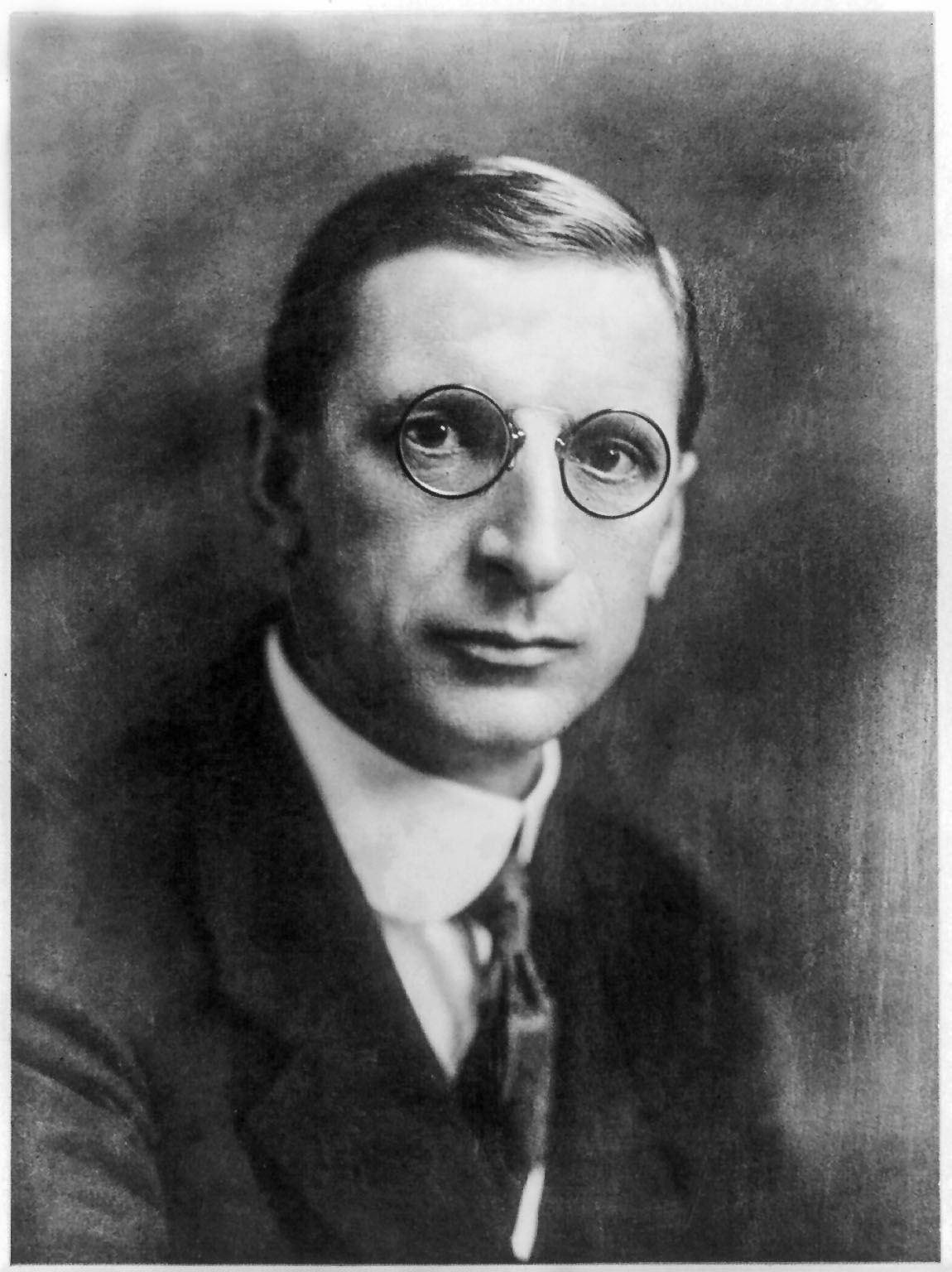
Éamon de Valera dirige le pays de 1932 à 1948.

La Grande Dépression entraîne la défaite du gouvernement Cosgrave et la victoire des républicains aux élections : de Valera succède à Cosgrave à la tête du gouvernement irlandais. Il prend plusieurs mesures dans l'objectif de diminuer l'influence britannique en Irlande. Il supprime le serment d'allégeance des députés irlandais au Roi du Royaume-Uni et met fin aux remboursements des dettes irlandaises au Royaume-Uni, avec pour conséquence une guerre économique entre les deux pays.
En décembre 1937, la Constitution de l'Irlande est adoptée,. L'État libre d'Irlande est aboli et l'Irlande, ou en irlandais, Éire, est déclaré État souverain, indépendant et démocratique ; toutefois le pays ne se proclame pas officiellement république. Le poste de gouverneur général de l'État libre d'Irlande est aboli, à la place est instauré un poste de président élu au suffrage universel. Le Parlement irlandais est bicaméral, composé du Seanad Éireann et du Dáil Éireann.
En 1938, Douglas Hyde devient le premier président d'Irlande tandis qu'Éamon de Valera est Premier ministre. La même année, un accord est trouvé avec le Royaume-Uni pour mettre fin à la guerre économique.
La Seconde Guerre mondiale débute en 1939. L'Irlande observe une politique de neutralité bienveillante envers les Alliés, ce qui est économiquement bénéfique au pays. De nombreux Irlandais choisissent cependant de s'engager dans les forces alliées.
En 1948, alors que l'Irlande souffre de difficultés économiques, de Valera perd les élections et John A. Costello, du Fine Gael, lui succède,.

## L'Irlande dans la seconde moitié duXXesiècle

### Les années 1950
En 1948, le Parlement adopte le Republic of Ireland Act, qui prend effet le lundi de Pâques en 1949 (anniversaire de l'insurrection de Pâques 1916),. Il déclare que la « description de l'État » est « République d'Irlande ». Par la même occasion, l'Irlande quitte le Commonwealth,. À la suite de ces décisions, le Parlement britannique adopte l'Ireland Act. Le Royaume-Uni s'engage par ailleurs à ne pas modifier le statut de l'Irlande du Nord sans le consentement de son Parlement,. L'indépendance totale vis-à-vis du Royaume-Uni a pour effet de repousser la perspective d'une réunification de l'île. Cependant, à cette époque, la question de l'Irlande du Nord ne fait plus partie des préoccupations principale des Irlandais.
L'Irlande rejoint l'Organisation des Nations unies (ONU) le 14 décembre 1955 mais refuse l'adhésion à l'Organisation du traité de l'Atlantique nord (OTAN).
Éamon de Valera redevient Premier ministre entre 1951 et 1954 puis en 1957,. Il condamne les actions de l'IRA et affirme que l'unité irlandaise ne pourra se construire par la force,. En 1959, il quitte les fonctions de Premier ministre au profit de son allié Seán Lemass après avoir été élu président d'Irlande, une tâche essentiellement honorifique ; il sera réélu en 1966,.

### Croissance économique et intégration européenne
Longtemps quasiment limitée à l'agriculture, l'économie irlandaise s'ouvre aux investisseurs internationaux et à l'industrialisation dès 1959. Le taux de croissance économique du pays passe de 2 % à près de 5 %.
Après avoir signé un traité de libre-échange avec le Royaume-Uni en 1965, l'Irlande adhère à la Communauté économique européenne en 1972, la même année que le Royaume-Uni, avec l'espoir de réduire sa dépendance envers ce dernier. L'adhésion est approuvée par référendum à plus de 80 %.
Avec cette adhésion, les échanges économiques irlandais, jusque-là constitués à 75 % des échanges avec le Royaume-Uni, se réorientent vers le continent européen. Les investissements américains et européens augmentent par rapport aux anglais.
Cependant, la croissance est brutalement interrompue par la crise pétrolière de 1973 et la récession du début des années 1980. Le chômage, l'inflation et la stagnation économique entraînent l'exil de 200 000 Irlandais.
Les Irlandais approuvent à 70 % l'Acte unique européen en 1987, et à 69 % le traité de Maastricht en 1992. Le pays participe également à l'Union économique et monétaire européenne qui aboutit à la création de l'euro en 1999, et remplace la livre irlandaise en 2002.
Dans les années 1990, l'Irlande retrouve la prospérité économique, d'où son surnom de « tigre celtique ». L'Irlande, maintenant en mesure de se passer des subventions européennes, voit son PIB par habitant dépasser la moyenne européenne alors qu'il lui a été longtemps très inférieur, et même devenir un des plus hauts au monde.

### Changements sociaux
La société irlandaise, traditionnelle jusque dans les années 1980, se modernise rapidement à partir des années 1990. La pratique religieuse, encore supérieure à 80 %, baisse progressivement, et le divorce est légalisé par référendum en 1995. Dans le même temps l'émigration, phénomène récurrent depuis des décennies, stoppe et les flux migratoires s'inversent. Le pays accueille des populations originaires d'Europe de l'Est et d'Asie.

### L'Irlande dans le conflit nord-irlandais
Le conflit nord-irlandais, aussi connu sous le nom de « Troubles », éclate en 1969, et s'étend occasionnellement en Irlande indépendante. La violence s'intensifie à partir de 1973, avec l'action, des groupes paramilitaires, aussi bien nationalistes (notamment l'IRA officielle et l'IRA provisoire)[réf. à confirmer], qu'unionistes, ce qui entraîne la détérioration des relations entre l'Irlande et le Royaume-Uni.
L'Anglo-Irish Agreement est signé entre les gouvernements britannique et irlandais en 1985, dans le but de résoudre le conflit nord-irlandais,. Les deux pays s'accordent à ne pas modifier le statut de l'Irlande du Nord sans l'accord de la majorité de la population, à encourager les unionistes à mettre en place un pouvoir partagé, et à donner à l'Irlande un rôle consultatif dans la politique nord-irlandaise. L'accord est rejeté aussi bien par les unionistes qui refusent le rôle consultatif de l'Irlande et le fait que la souveraineté britannique sur l'Irlande du Nord puisse être remise en cause, que par les républicains qui exigent le retrait immédiat des Britanniques et la réunification de l'Irlande. Néanmoins, cet accord aura permis d'établir une communication entre les deux pays souverains.
En 1993, la Downing Street Declaration des Premiers ministres irlandais et britannique accorde le droit de participer aux débats sur l'Irlande du Nord à toutes les parties concernées si elles renoncent à la violence.
En 1998, l'accord du Vendredi Saint sur le statut de l'Irlande du Nord est approuvé par référendum aussi bien par les citoyens irlandais que nord-irlandais.

## L'Irlande auXXIesiècle

### Crise économique et sociétale
Après quinze années de croissance économique exceptionnelle, l'Irlande est devenue un des pays au PIB par habitant les plus élevés au monde (et au deuxième rang européen derrière le Luxembourg. Mais la crise économique mondiale à partir de 2008 a entrainé l'éclatement de la bulle immobilière et une grave crise financière. Asphyxié économiquement, le pays a dû solliciter une intervention de la Troïka européenne et du Fonds monétaire international en 2010.
Alors que le pays connaissait le plein-emploi durant la période du Tigre celtique, le chômage a brutalement augmenté et avoisinait les 15 % en 2012. Les flux migratoires se sont inversés et la traditionnelle émigration, stoppée dans les années 1990, a repris, et certains immigrés sont repartis dans leur pays d'origine.

### Les années 2010
Au milieu des années 2010 la situation s'est améliorée et l'Irlande a renoué avec la croissance économique. La situation sociale reste néanmoins précaire, notamment au niveau de certains services sociaux et la crise du logement.
Des évolutions sociétales importantes ont lieu dans un pays traditionnellement très catholique. En 2015 le mariage homosexuel est légalisé par référendum. En 2019 un nouveau référendum légalise l'avortement. La forte influence politique de l'Église catholique et les abus qui en ont résulté sont remis en cause.
À partir de 2016 le pays suit avec attention l'évolution de l'Irlande du Nord et les répercussions engendrées par le Brexit au niveau de la frontière irlandaise.

### Galerie de dirigeants politiques récents
Présidence de la république

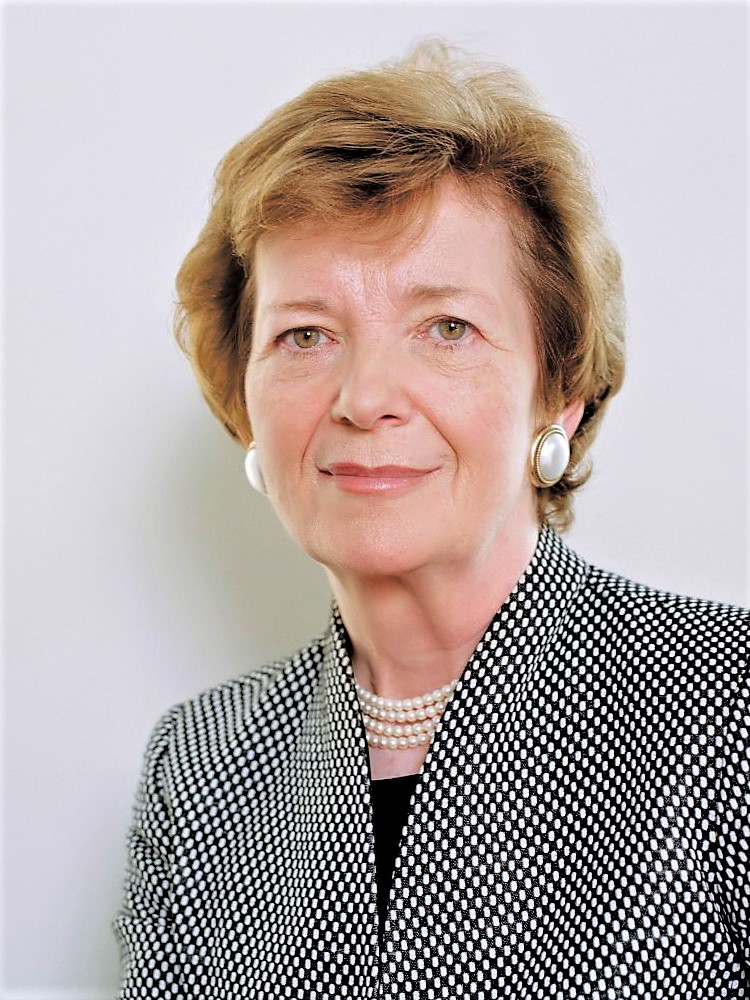
Mary Robinson 1990-1997
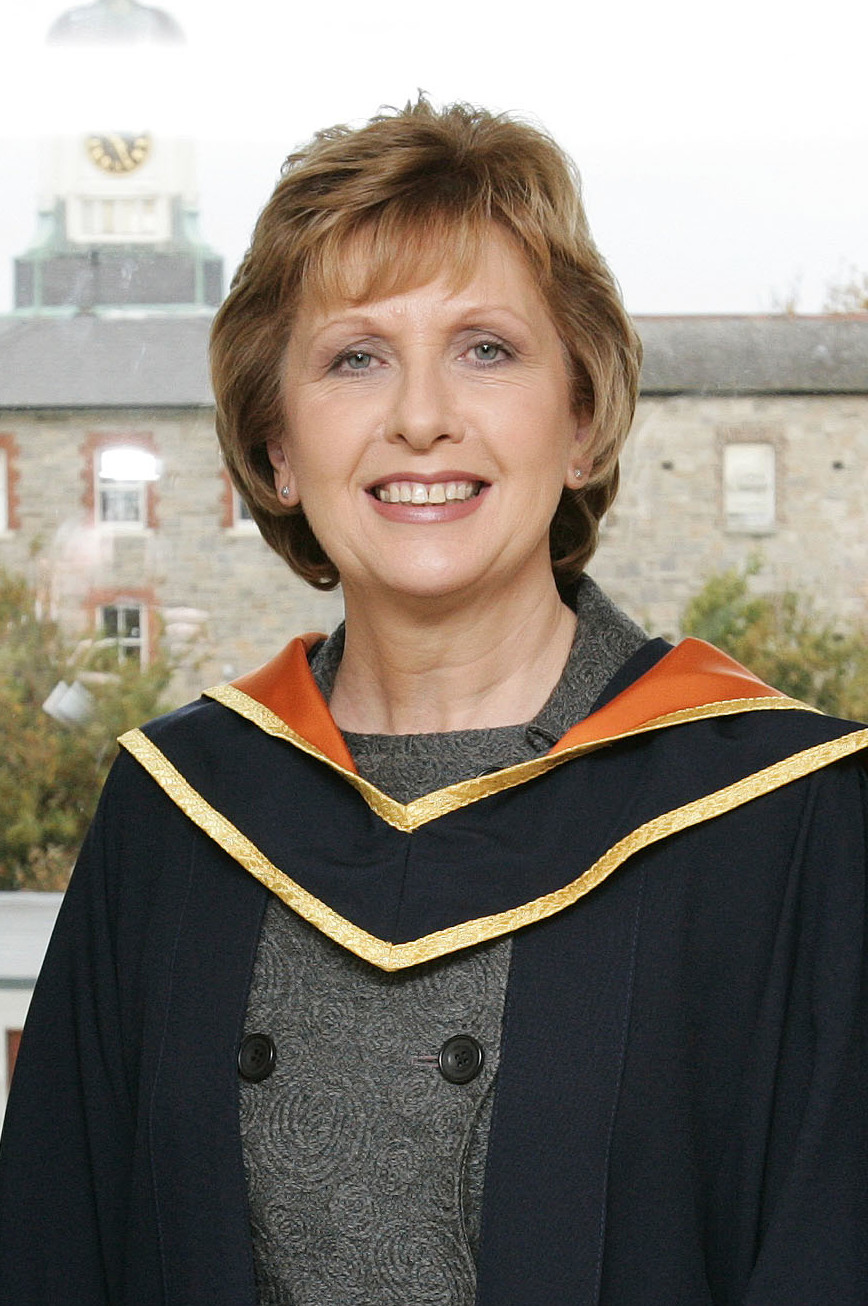
Mary McAleese 1997-2011
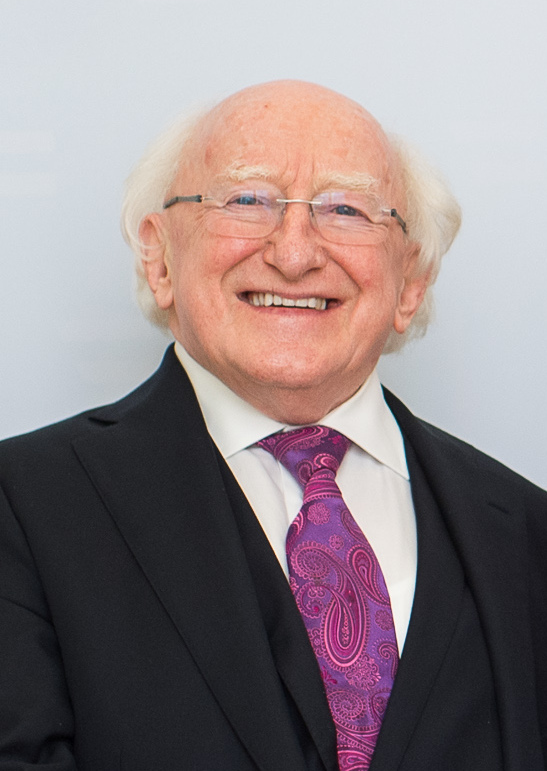
Michael D. Higgins 2011-présent

Chef(fe) de gouvernement

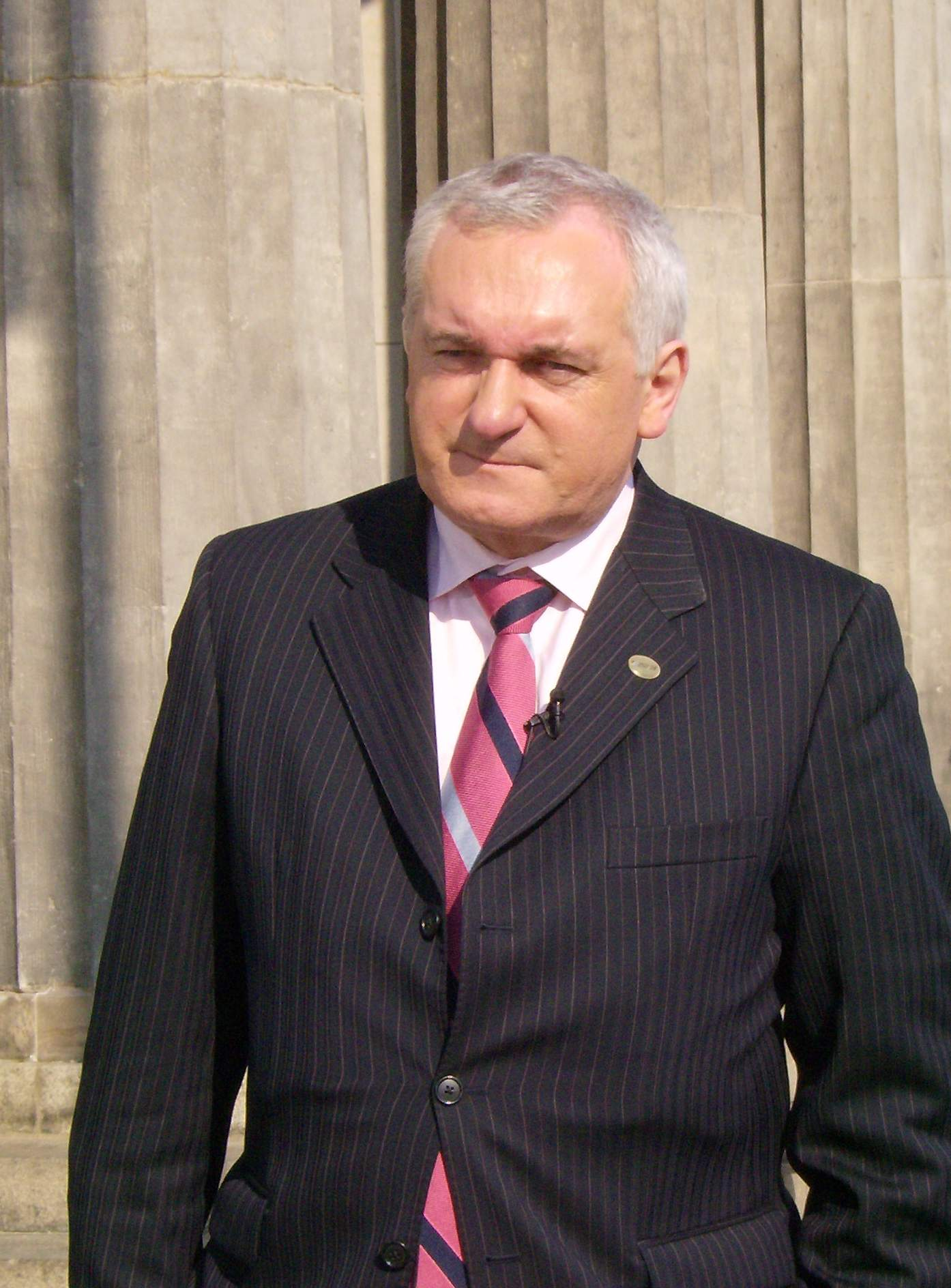
Bertie Ahern 1997-2008
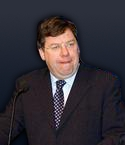
Brian Cowen 2008-2011
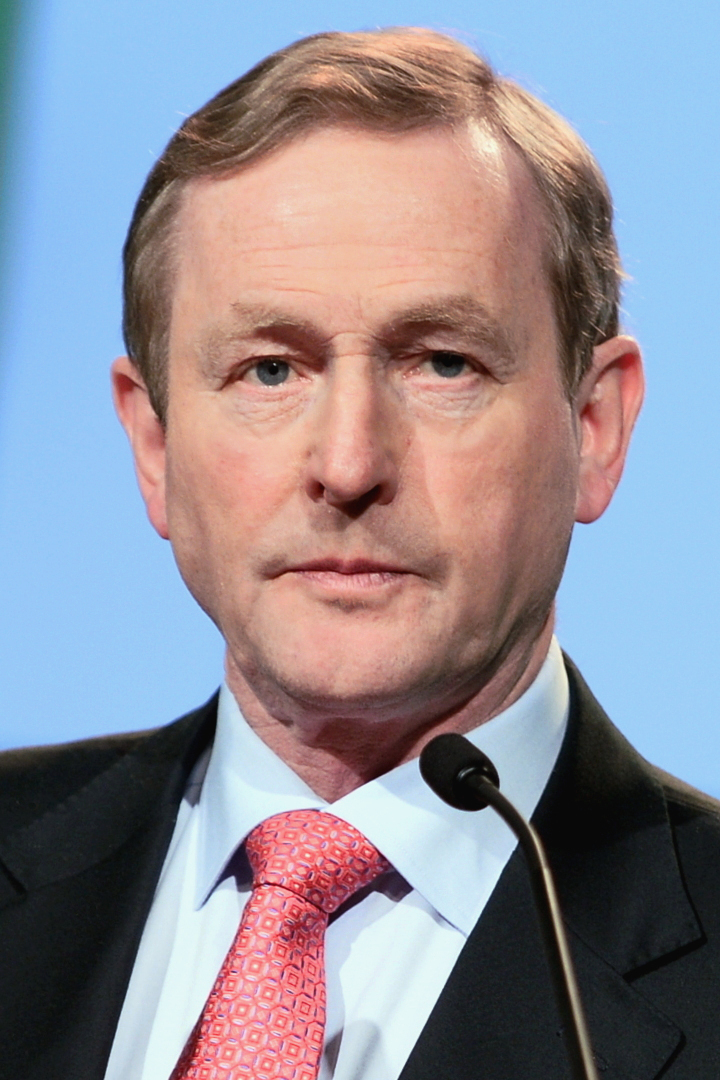
Enda Kenny 2011-2017
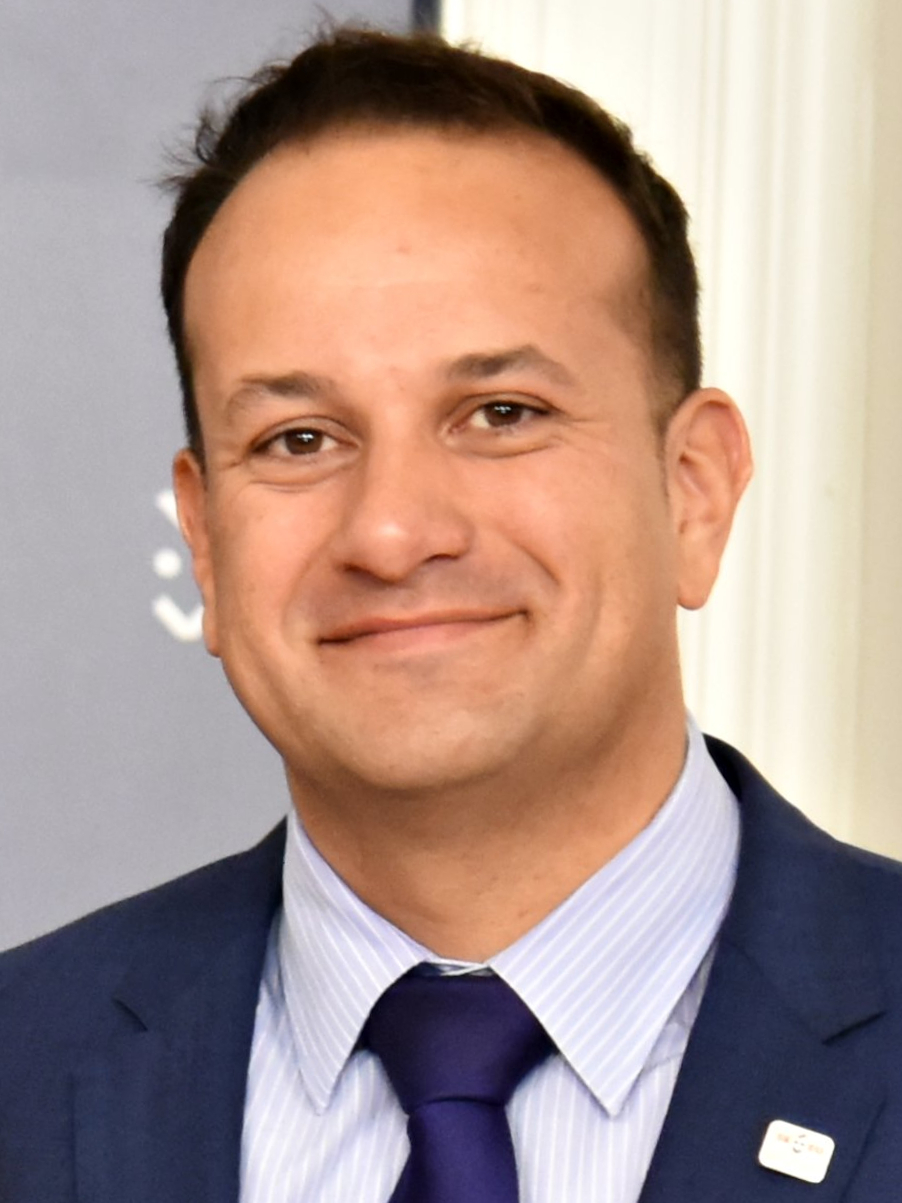
Leo Varadkar 2017-2020 2022-2024
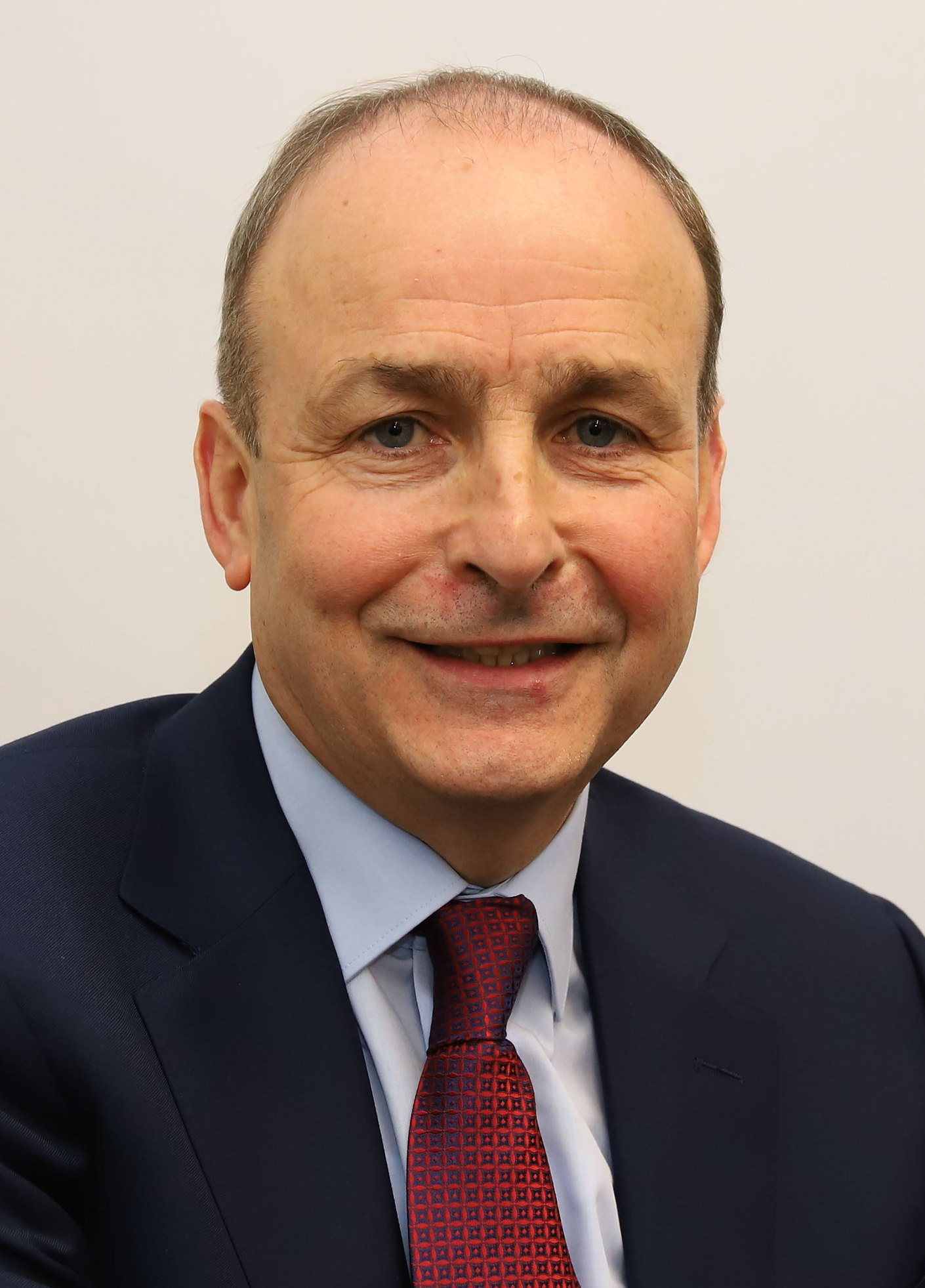
Micheál Martin 2020-2022
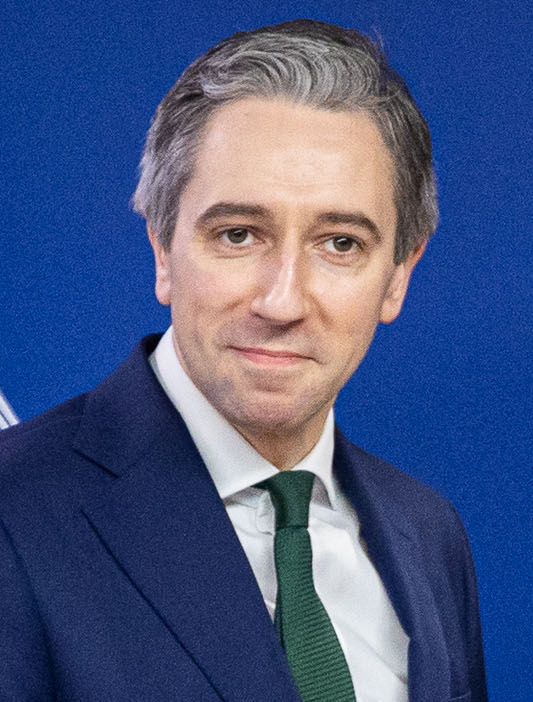
Simon Harris 2024-